# 亞馬內 (巴姆省)
亞馬內（法語：Yamané）是布基納法索中北大区巴姆省鲁科县的一处村庄，该村共有293人。